# Rareș (okręg Harghita)
Rareș (węg. Recsenyéd) – wieś w Rumunii, w okręgu Harghita, w gminie Mărtiniș. W 2011 roku liczyła 136 mieszkańców.